# ¿Quién te cantará?
¿Quién te cantará? es un disco producido por Juan Carlos Calderón, en el cual Edith Márquez interpreta los temas más afamados de este compositor con un estilo personal y nuevos arreglos del mismo autor, que dan una nueva luz a la música del maestro.
Este disco lograr alcanzar sin publicidad el disco de oro en menos de un mes de haber sido lanzado a la venta. Este gran éxito le permite a Edith Márquez en marzo del 2004 pisar en Teatro Metropólitan con una capacidad de más 2,500 personas logrando un lleno absoluto, en esta presentación que fue un gran éxito tuvo como invitados a varias personalidades del mundo de la música: el maestro Juan Carlos Calderón, Jorge Avendaño y Juan Carlos Paz y Puente. En mayo del 2004 salió el concierto en vivo que reetransmitio RitmosonLatino. Posteriormente en 2005 salió en formato DVD titulado "Edith Márquez En Concierto desde el Teatro Metropólitan".
El disco de tributo a Juan Carlos Calderón logra vender más de 130 mil copias sin públicidad logrando el disco de platino.
Este es el disco más conocido a nivel internacional y le abrió nuevamente las puertas al mercado latinoamericano.

## Lista de canciones
|    | Título                            | Escritura            | Duración |
| -- | --------------------------------- | -------------------- | -------- |
| 1  | "Tómame o déjame"                 | Juan Carlos Calderón | 03:20    |
| 2  | "Noche de Copas"                  | Juan Carlos Calderón | 04:06    |
| 3  | "Incondicional"                   | Juan Carlos Calderón | 04:15    |
| 4  | "¿Quién Te Cantará?"              | Juan Carlos Calderón | 03:25    |
| 5  | "Tengo Todo Excepto a Ti"         | Juan Carlos Calderón | 04:19    |
| 6  | "Rómpeme, Mátame"                 | Juan Carlos Calderón | 03:26    |
| 7  | "Acaríciame"                      | Juan Carlos Calderón | 04:15    |
| 8  | "Culpable O No (Miénteme)"        | Juan Carlos Calderón | 03:54    |
| 9  | "El Primero, El Único, El Último" | Juan Carlos Calderón | 03:39    |
| 10 | "Enamorada"                       | Juan Carlos Calderón | 03:14    |

Bonus Track
|    | Título                                          | Escritura            | Duración |
| -- | ----------------------------------------------- | -------------------- | -------- |
| 11 | "El Primero, El Único, El Último (Versión Pop)" | Juan Carlos Calderón | 03:15    |

## Videos
| Año  | Video                           | CD                 | Director             | Detalles |
| ---- | ------------------------------- | ------------------ | -------------------- | --- |
| 2003 | El Primero, El Único, El Último | ¿Quién te cantará? | Juan Carlos Calderón | Primer video y sencillo del cuarto disco de la cantante, en el cual le rinde un tributo al maestro Juan Carlos Calderón, este vídeo se grabó en Los Ángeles, California, en un estudio de grabación, en el cual aparece Edith ensayando la canción junto al maestro Juan Carlos. |

## Músicos
| Nombre                                             | Instrumento                  |
| -------------------------------------------------- | ---------------------------- |
| Edith Márquez                                      | Voz                          |
| Juan Carlos Calderón                               | Piano acústico               |
| Lee Sklar                                          | Bajo                         |
| Miguel Peña, Fernando de Santiago y Peter Scrabeak | Guitarra, guitarra eléctrica |
| John Robinson                                      | Batería                      |
| Alejandro Monroy                                   | Teclados                     |
| Ludovico Vagnone                                   | Guitarras españolas          |
| Manuel Machado                                     | Trompeta                     |
| Diego Galaz                                        | Violín                       |
| Ove Larsson                                        | Trombón                      |
| Bobby Martínez                                     | Saxos                        |